# Famille de Gain
La famille de Gain est une famille de la noblesse française, originaire de Linards dans le Limousin. Elle a formé deux branches, celle de de Linars, l'aînée, et celle Montaignac, la cadette.

## Histoire
La famille de Gain, anciennement de Gaing, voire parfois de Guain, est « une des plus considérables de l'ancienne noblesse du Limousin » (Chaix d'Est-Ange, 1929).
Les Carrés d'Hozier et le Nouveau d'Hozier donnent les preuves de noblesse que la famille apporte en « 1709, 1756, 1762, 1767 et 1785, pour obtenir l'admission de plusieurs de ses membres parmi les pages du Roi ». Chérin donne également les preuves de noblesse données sous le règne de Louis XV afin d'obtenir les honneurs de la Cour. Chaix d'Est-Ange indique que plusieurs membres de la famille sont « admis aux honneurs de la Cour de France en 1772, 1774 et 1784 ».
Le premier membre mentionné par les manuscrits serait Adhémar de Gain, chevalier, qui semble avoir pris part à la septième croisade. Son nom et ses armes sont inscrits dans la Troisième salle des Croisades de Versailles. Les travaux admettent qu'avec Amine de Chamborant, son épouse, ils seraient les parents d'Aimery de Gain, à partir duquel les auteurs, notamment lé généalogiste Beaujon, chargé de vérifier ces preuves en 1772, considèrent le début de la filiation.
Son petit-fils, Charles de Gain, est qualifié de baron de Linards. Il est chambellan du roi et sénéchal du Périgord, en 1532.

## Armes
Les armes de la famille de Gain se blasonnent ainsi : d'azur à trois bandes d'or.
Couronne de Marquis.
La branche cadette des Montaignac écartèle parfois avec celles de la famille de Montaignac, de sable au
sautoir d'argent cantonné de quatre molettes d'or.

## Filiation
La Chesnaye des Bois, dans son Dictionnaire de la noblesse, Beauchet-Filleau, dans le Dictionnaire historique et généalogique des familles du Poitou, ou encore Nadaud, continué par l'abbé Leclerc, dans le Nobiliaire du Limousin, proposent des généalogies.
- Souche et branche aînée, seigneurs de Linards, puis marquis de Linards (†1780)
  - Branche des seigneurs de Gain (†1487)
  - Branche des seigneurs d'Oradour-sur-Glane (†1565)
  - Branche des barons de Montaignac († 1680)
    - Sous-branche des marquis de Montaignac († 1829)

  - Branche des barons d'Enval, puis marquis de Linards († 1931)

## Personnalité

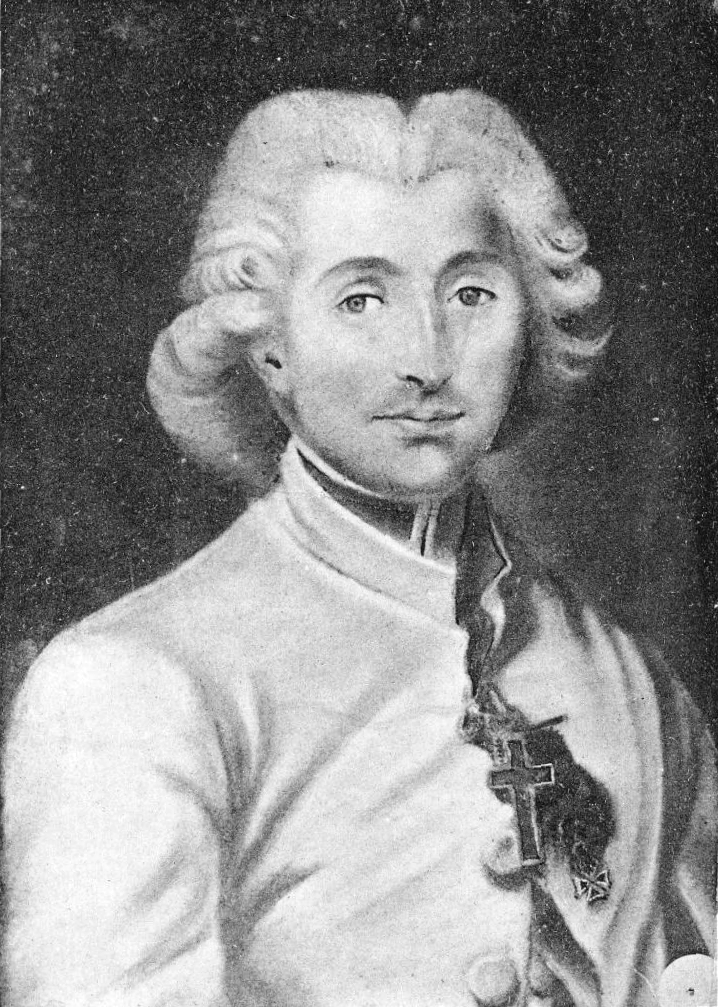

- François de Gain de Montaignac, évêque de Tarbes.

## Alliances
Les principales alliances de la famille de Gain sont, : de Lastours (vers 1320), d'Aixe (vers 1360), de Tinières (vers 1400), de Neuville (1419), de Pestels (vers 1450), de Pierre-Buffière (vers 1460), de Bonneval (1502), d'Aubusson (1532), de Pons (1550), de la Guiche (1597), de la Bermondie (1616), de Bony de Lavergne (1633), de Ferrières de Sauveboeuf (1662), de Carbonnières (1682), de la Baume (1691), de Malleret (1720), de Saint-Auvent (1723), de Bosredon (1732), de Bort de Tessonières (1741), Chapelle de Jumilhac (1755), de Livenne (1769), de Montal (1772), d'Ussel (1768), de Villemonté (1789), du Verne (1812), de Maulmont (1841).